# Delacău (Anenii Noi)
Delacău è un comune della Moldavia situato nel distretto di Anenii Noi di 2.240 abitanti al censimento del 2004